# Vestmannaeyjar
Vestmannaeyjar, česky Vestmanské ostrovy, je souostroví a zároveň obec na jihu Islandu. Vestmannaeyjar leží asi 12 kilometrů od pobřeží. Heimaey je jediné obydlené místo na Vestmannaeyjaru. Souostroví vzniklo vulkanickou činností v době geologicky nedávné, před 10 000–12 000 lety. Sopečný systém se skládá z 70–80 sopek podmořských i na pevnině.
Jméno souostroví znamená v překladu ze staré norštiny „ostrovy západních mužů“. „Muži ze západu“ jsou míněni irští otroci nebo irští mniši. Starý výraz Vestmann se v islandštině udržel dodnes. Pro seveřany se naopak používal výraz Ostmenn, což značí muže z východu. Ke vzniku jména se vypráví, že Ingólfur Arnarson přijel na Island pomstít smrt pokrevního bratra Hjörleifura, zabitého otroky. Otroci prchli na tyto ostrovy, kde byly mstitelem zabiti. Po této krvavé odplatě byly ostrovy nazvány Vestmannaeyjar (ostrovy západních mužů).

## Historie
V roce 1627 se na ostrovy dostala flotila 3 lodí pirátů z Alžíru. Lodě zde lovily otroky a přes 230 zajatců se ocitlo nedobrovolně v Alžíru, kde jich většina v otroctví zahynula. Pouze 34 osob bylo vykoupeno a část z nich se vrátila zpět. Jeden ze zajatců, luterán a ministr Ólafur Egilsson napsal o zkušenostech ze zajetí knihu.
Obyvatelé souostroví měli vždy těžký život. Zemědělství zde bylo téměř nemožné, proto se živili lovem ryb a ptáků i sběrem ptačích vajec. byl zde také nedostatek pitné vody. Oblast je také velmi vulkanicky aktivní, např. erupce v roce 1963 vytvořila nový ostrov Surtsey, pozdější erupce nově vzniklé sopky Eldfel v roce 1973 donutila obyvatelstvo ostrova k útěku na Island.

## Přírodní podmínky
Na souostroví je teplejší mikroklima, více deště než sněhu. Proto je souostroví oblíbeným hnízdištěm ptáků, zejména mořských a to včetně papuchalků a také různých druhů tažných ptáků. Hnízdí zde asi 30 druhů ptáků. Botanikové zde napočítali asi 150 druhů rostlin a cca 80 druhů hmyzu. Ostrovy jsou také centrem průmyslového rybolovu. Vyskytují se zde i velryby.

## Ostrovy v souostroví Vestmannaeyjar
- Heimaey (13,4 km²)
- Surtsey (1,9 km²)
- Elliðaey (0,45 km²)
- Bjarnarey (0,32 km²)
- Álsey (0,25 km²)
- Suðurey (0,20 km²)
- Brandur (0,1 km²)
- Hellisey (0,1 km²)
- Súlnasker (0,03 km²)
- Geldungur (0,02 km²)
- Geirfuglasker (0,02 km²)

## Počasí (obec Vestmannaeyjar)
| Vestmannaeyjar – podnebí        | Vestmannaeyjar – podnebí | Vestmannaeyjar – podnebí | Vestmannaeyjar – podnebí | Vestmannaeyjar – podnebí | Vestmannaeyjar – podnebí | Vestmannaeyjar – podnebí | Vestmannaeyjar – podnebí | Vestmannaeyjar – podnebí | Vestmannaeyjar – podnebí | Vestmannaeyjar – podnebí | Vestmannaeyjar – podnebí | Vestmannaeyjar – podnebí | Vestmannaeyjar – podnebí |
| Období                          | leden                    | únor                     | březen                   | duben                    | květen                   | červen                   | červenec                 | srpen                    | září                     | říjen                    | listopad                 | prosinec                 | rok                      |
| ------------------------------- | ------------------------ | ------------------------ | ------------------------ | ------------------------ | ------------------------ | ------------------------ | ------------------------ | ------------------------ | ------------------------ | ------------------------ | ------------------------ | ------------------------ | ------------------------ |
| Průměrné denní maximum [°C]     | 3,4                      | 3,9                      | 3,8                      | 5,5                      | 8,0                      | 10,0                     | 11,7                     | 11,6                     | 9,2                      | 6,8                      | 4,4                      | 3,6                      | 6,8                      |
| Průměrné denní minimum [°C]     | −0,6                     | 0,1                      | −0,2                     | 1,6                      | 4,2                      | 6,6                      | 8,1                      | 8,2                      | 5,9                      | 3,5                      | 0,5                      | −0,6                     | 3,1                      |
| Průměrné srážky [mm]            | 158,2                    | 139,1                    | 141,4                    | 116,5                    | 105,4                    | 102,2                    | 94,9                     | 140,3                    | 131,2                    | 161,5                    | 154,1                    | 143,5                    | 1 588,3                  |
| Zdroj: World Climate 2010-03-23 |                          |                          |                          |                          |                          |                          |                          |                          |                          |                          |                          |                          |                          |